# Theodor Emil Schummel
Theodor Emil Schummel (Breslau, 23 mei 1786 - 24 februari 1848) was een Duits entomoloog.
Schummel werd geboren in Breslau, het huidige Wrocław, in 1786. In deze stad werd Schummel later ook een privé-leraar.
Hij was lid van het Schlesische Gesellschaft für vaterländische Cultur, en grotendeels wetenschappelijke vereniging.
Op het gebied van de entomologie was hij gespecialiseerd in vliegen en muggen (tweevleugeligen of Diptera), veel van zijn kortere wetenschappelijke artikelen en monografieën over insecten werden gepubliceerd in het tijdschrift van de vereniging: Übersicht der Arbeiten und Veränderungen der Schlesischen Gesellschaft für Vaterländische Kultur.

## Enkele taxa
Schummel beschreef veel nieuwe soorten muggen en vliegen, zoals : 
- 13 soorten in het geslacht Tipula, een geslacht in de familie langpootmuggen (Tipulidae).
- Limonia nigropunctata, een tweevleugelige uit de familie steltmuggen (Limoniidae)
- Platycheirus tarsalis, (Het bergplatvoetje), een vliegensoort uit de familie van de zweefvliegen (Syrphidae)
- Callicera rufa, (De dennenglanszweefvlieg), een vliegensoort uit de familie van de zweefvliegen (Syrphidae)
- Rhagio tristis, een vliegensoort uit de familie van de snavelvliegen (Rhagionidae)

Maar ook uit andere insectengroepen: 
- Xanthostigma xanthostigma, een kameelhalsvliegensoort uit de familie van de Raphidiidae
- Inocellia crassicornis, een kameelhalsvliegensoort uit de familie van de Inocelliidae
- Oreina alpestris, een keversoort uit de familie bladhaantjes (Chrysomelidae).
- Coelioxys albonotata, een vliesvleugelig insect uit de familie Megachilidae

Enkele diersoorten of groepen zijn naar hem vernoemd: 
- Schummelia Edwards, 1931, een Ondergeslacht in het Tipula geslacht.
- Epeolus schummeli Schilling, 1849,  een vliesvleugelig insect uit de familie bijen en hommels (Apidae)

## Enkele publicaties
- 1829. Beschreibung der in Schlesien Einheimischen Arten einiger Dipteren-Gattungen.
- 1832. Versuch einer genauen Beschreibung der in Schlesien Einheimischen Arten der Familie der Ruderwanzen Ploteres
- 1833. Versuch einer genauen Beschreibung der in Schlesien Einheimischen Arten der Gattung Tipula. Meigen. Bachmukke
- Übersicht der Arbeiten und Veränderungen der Schlesischen Gesellschaft für Vaterländische Kultur online versie

- Author citation (botany): Schummel
- Gemeinsame Normdatei: 121053563
- International Standard Name Identifier: 0000 0000 6317 3970
- Nederlandse Thesaurus van Auteursnamen: 16407001X
- Trove: 1010498
- Virtual International Authority File: 18069005
- WorldCat: E39PBJwHfpWMb8TtXJRwbDhrbd